# اسلوپ کلاس آمازون
اسلوپ کلاس آمازون (به انگلیسی: Amazon-class sloop) یک کلاس از اسلوپ‌ها است که طول آن ۱۸۷ فوت (۵۷ متر) می‌باشد.